# Podolische Platte
Die Podolische Platte (ukrainisch Подільська височина; auch Podolisches Hochland genannt; teilweise mit Wolhynisch-Podolische Platte gleichgesetzt) ist ein bis 471,9 m hohes, sehr langgestrecktes Plateau in der Ukraine mit Ausläufern im Nordosten der  Republik Moldau.

## Geographie
Die Podolische Platte liegt im Südwesten der großen Osteuropäischen Ebene unter anderem in den Landschaften Galizien und Podolien. Sie zieht sich von Lwiw nach Südosten zum Beispiel durch die Gegend von Ternopil und Chmelnyzkyj und vorbei an Winnyzja, das im Übergangsbereich zum Dneprhochland am Südlichen Bug liegt, durch die Gegend von Podilsk bis zum Tiefland am Schwarzen Meer mit an dessen Küste gelegenen Odessa. Die Platte erstreckt sich südlich der Quellen von Westlichem Bug und Südlichem Bug sowie zwischen den Flussläufen von Südlichem Bug etwa im Nordosten und dem Dnister etwa im Südwesten. Im Nordwesten erreicht die Platte südlich des etwa 30 km südöstlich von Lwiw liegenden Dorfs Romaniw (Романів), Rajon Lwiw, mit dem 471,9 m hohen Berg Kamula (⊙) ihre höchste Stelle.
Zur Podolischen Platte gehören folgende Teile: Lemberg-Platte, Peremyschlany-Tiefland, Opillja, Holohory-Kremenez-Gebirgskamm (Holohory, Woronjaky, Kremenezer Bergland), Awratyn-Hochland, Towtry (Podolische Towtry [Medobory], Prut-Dnister Towtry, Murafa-Towtry), Transdnistrianer Hochland.
Die größte Stadt des Gebiets ist das in den Nordwestausläufern des Hochlands gelegene Lwiw (Lemberg). Weitere bedeutende Städte der Landschaft oder an ihren Rändern sind: Chmelnyzkyj, Kamjanez-Podilskyj, Rîbnița, Ternopil, Tultschyn und Winnyzja.

## Geologie
Das mittelgebirgsartige Landschaftsbild der Podolischen Platte ist gekennzeichnet durch hügelige und bergige Bereiche, durch die sich teilweise canyonartige und stark mäandrierende Flusstäler ziehen. Sie besteht hauptsächlich aus mehrere hundert Meter dicken Kalksteinschichten mariner Sedimente des Urmeeres Paratethys, die sich hier in Millionen von Jahren seit der erdgeschichtlichen Formation des Jura bis weit in das Miozän hinein ablagerten. An den Prallhängen der Flusstäler treten diese Schichten vielerorts zu Tage und sind eine abwechslungsreiche Unterbrechung des oft eintönig erscheinenden aber sanften Landschaftsbilds. Im Lauf der Zeit verkarstete die oberste Schicht der Podolischen Platte, dem größten zusammenhängende Gipskarstgebiet der Erde, durch die Einwirkung von Grund- und Oberflächenwasser, und im Karst bildeten sich besonders viele Gipshöhlen. Die bekannteste dieser Höhlen ist mit der Optymistytschna-Höhle die zweitlängste Höhle der Erde mit 215 km Ganglänge.